# Tendrui

El poble de Tendrui és un dels pobles del terme de Gurp de la Conca, agregat el 1970 al terme municipal de Tremp. Els altres són Gurp, Santa Engràcia i Sant Adrià. En la proposta derivada de l'informe popularment denominat Informe Roca, part de l'antic terme de Gurp de la Conca havia de passar de Tremp a Talarn, amb la qual cosa l'Acadèmia General Bàsica de Suboficials deixaria de ser migpartida entre dos municipis diferents.

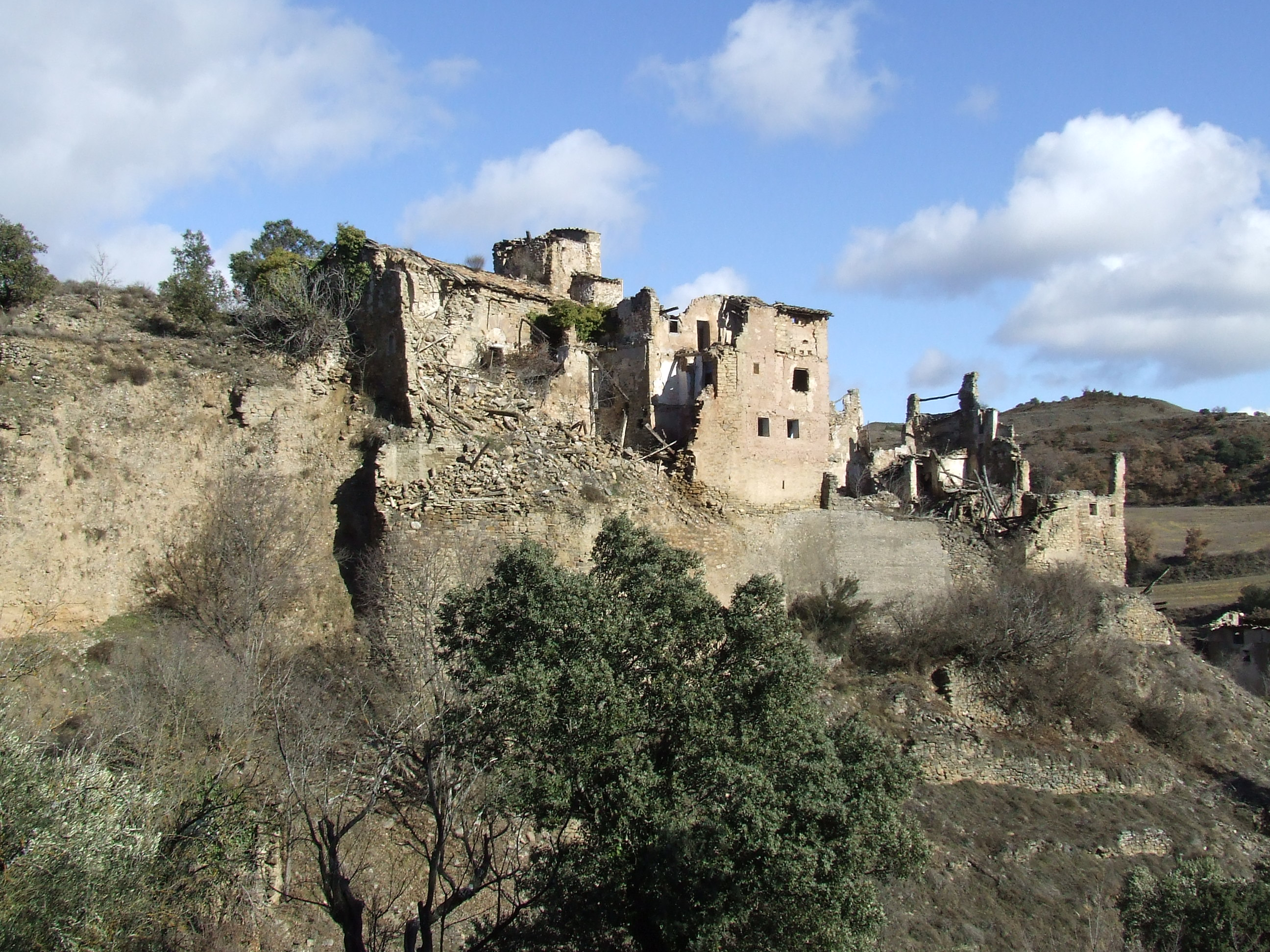
El poble vell de Tendrui, en ruïnes

 Tendrui, però, no entrava en el sector que hauria passat a formar part del terme municipal de Talarn, que només abraçava Gurp i Santa Engràcia.
Està situat a prop i a ponent de la ciutat de Tremp, dalt d'un pujolet on hi hagué el castell de Tendrui. El poble nasqué a redós del castell, al voltant d'un turonet que era coronat pel castell. L'església parroquial del poble, Sant Esteve de Tendrui, és romànica. És una de les parròquies agrupada a la de Tremp, i menada pels capellans residents a la rectoria de Tremp.
La disposició de les cases de Tendrui mostra clarament un traçat de poble clos, de manera que entre el castell i el poble constituïen un conjunt fortificat molt notable. El poble està disposat en cercle a l'entorn de l'església; tot i que les cases actuals són modernes, estan construïdes sobre els fonaments de les cases medievals, de manera que el poble no ha canviat de forma d'estar disposades les cases i els carrers. Darrere l'església es conserven traces del castell.
Al nord-est de la població hi ha la capella moderna de Santa Coloma, en ruïnes.

## Etimologia
Segons Coromines, Tendrui procedeix del llatí tener (tendre), amb el sufix toponímic ibèric -ui, abundant en els pobles pirinencs. Contraposa aquest poble amb Tercui que deriva d'un ètim preromà que significa aridesa o duresa. Sens dubte, tos dos topònims estan relacionats, per oposició semàntica, ja que les dues idees descriuen la qualitat de la terra d'aquesta dos pobles, tots dos amb el mateix sufix i propers, però oposats pel rendiment de la terra.

## Història
L'origen del poble, doncs, és el mateix castell. En el fogatjament del 1553, Tendrui és esmentat amb 9 focs (uns 45 habitants). El 1718 hi consten 28 persones, a mitjan segle xix es té notícia de 15 cases habitades i 54 habitants, i actualment té 7 habitants, cosa que significa una lleugera recuperació, atès que a darreries dels vuitanta del segle xx se sap que era despoblat.
Entre 1812, a ran de la promulgació de la Constitució de Cadis, i el febrer del 1847 tingué ajuntament propi, però no el pogué mantenir en no tenir 30 veïns (caps de família), i s'hagué d'agregar a Gurp.
Pascual Madoz publicava el 1845 el seu Diccionario geográfico... Referit a Tendrui, en aquesta obra es diu que és un lloc agregat a l'ajuntament de Gurp, situat en un turonet envoltat d'altres de més alts i circuit per un barranc. És en un lloc poc ventilat, però sa. El poble tenia 15 cases, dues fonts, vestigis d'una torre o castell, i església parroquial. Té una masia, anomenada la Torre de la Marquesa, i mines de guix. El terreny del terme és desigual, aspre i trencat, i hi ha alguns horts en el barranc que circueix el poble. Hi ha roures, alzines, oliveres i arbres fruiters. S'hi produeix blat, sègol, ordi, civada, espelta, vi, oli i fruites. Hi ha ovelles i cabres, i cacera de llebres, perdius, conills i de vegades llops. Hi ha un trull, o molí d'oli. Consten a Tendrui 10 veïns (caps de família) i 65 ànimes (habitants).